# 漁田俊子
漁田 俊子（いさりだ としこ、1951年4月16日 - 2024年4月16日、旧姓：木村）は、日本の心理学者（認知心理学・認知科学・情報学・発達心理学・保育学）。学位は博士（情報学）（静岡大学・2008年）。静岡県立大学名誉教授。
山梨学院短期大学講師、大和学園女子短期大学講師、大和学園聖セシリア女子短期大学助教授、静岡県立大学短期大学部社会福祉学科教授、静岡産業大学教授などを歴任した。
夫は実験心理学・認知心理学の研究者である漁田武雄、実弟は材料化学の研究者である木村栄治。

## 来歴

### 生い立ち
1951年4月に東京都渋谷区で生まれた。大阪府立豊中高校卒業。横浜国立大学に進学し、教育学部の心理学科にて心理学を学んだ。1974年3月に横浜国立大学を卒業すると、東京学芸大学の大学院に進学した。大学院では教育学研究科にて学び、教育心理学第一講座に在籍した。1976年3月に大学院の修士課程を修了し、それにともない、教育学修士の学位を授与された。なお、後年になって静岡大学の大学院に在籍し、理工学研究科のシステム科学専攻にて学んだ。2008年9月に大学院の博士後期課程を修了し、それにともない、博士（情報学）の学位を取得した。

### 研究者として
東京学芸大学の大学院を修了後、1976年4月より山梨学院短期大学に務めることとなり、専任の講師として勤務した。山梨学院短期大学には1983年3月まで勤務したが、同年4月より大和学園女子短期大学に転じた。翌年、大和学園女子短期大学は大和学園聖セシリア女子短期大学（のちの聖セシリア女子短期大学）に改組されるが、引き続き勤務する。大和学園聖セシリア女子短期大学では講師や助教授を務め、1997年3月まで勤務した。同年4月に静岡県立大学短期大学部に転じ、社会福祉学科の教授に就任した。静岡県立大学短期大学部にこども学科が新設されたことに伴い、2016年よりこども学科の教授に異動したが、2017年3月に定年退職し、静岡県立大学名誉教授となる。2017年4月より、静岡産業大学経営学部教授。
なお、上記の短期大学以外の教育機関でも非常勤で講師を兼任するなどしており、そちらの大学でも教鞭を執った経験を持つ。1982年4月から1984年3月にかけ、山梨医科大学（のちの山梨大学）の医学部にて講師を務めていた。同様に、1986年4月から1988年3月にかけては、母校である横浜国立大学の教育学部にて講師を務めた。また、放送大学では、2002年度、2006年度、2008年度、2009年度と4度にわたって講師を務め、さらに2015年度から2年間客員教授を務めた。そのほか、1990年4月より2012年まで、静岡大学において講師を兼任しており、教養部や大学教育センターにて教鞭を執った。公的な役職としては、神奈川県教育委員会、横浜市教育委員会、静岡県教育委員会の委員・委員長、磐田市子ども子育て会議会長、掛川市子ども子育て会議委員、磐田市教育委員会の委員などを務めている。また、大学や短期大学の認証評価機関である大学基準協会では、短期大学評価委員会の委員を務めた。

## 研究
専門は心理学であり、特に認知心理学や認知科学、情報学、発達心理学、保育学といった分野の研究に取り組んでいる。具体的には、認知心理学的な見地から、記憶が文脈に依存しているという文脈依存性について研究している。静岡大学大学院在籍時には、背景音楽が文脈依存効果に与える影響について研究していた。なお、その際には、「文脈依存効果の記憶研究では、チーム漁田・漁田研は世界1」と謳われた漁田武雄の指導を受けている。また、短期大学において教育や研究に長く携わったことから、全国公立短期大学協会が主催する「短期大学教育六十周年記念式典」において、文部科学大臣表彰を受けている。所属する学会としては、日本心理学会、日本認知心理学会、日本教育心理学会、日本発達心理学会、国際行動発達学会、日本保育学会、日本社会心理学会、日本公衆衛生学会、日本基礎心理学会、日本子育て学会、などが挙げられる。

## 人物
趣味は読書であり、村上春樹、内田百閒、加島祥造を愛読している。また、漫画の中では手塚治虫の『火の鳥 未来編』を好んでいる。

## 略歴
- 1951年 - 誕生。
- 1974年 - 横浜国立大学教育学部卒業。
- 1976年 - 東京学芸大学大学院教育学研究科修士課程修了。
- 1976年 - 山梨学院短期大学講師。
- 1982年 - 山梨医科大学医学部講師。
- 1983年 - 大和学園女子短期大学講師。
- 1986年 - 横浜国立大学教育学部講師。
- 1990年 - 静岡大学教養部講師。
- 1997年 - 静岡県立大学短期大学部社会福祉学科教授。
- 2008年 - 静岡大学大学院理工学研究科博士後期課程修了。
- 2013年 - 大学基準協会短期大学評価委員会委員。
- 2015年 - 放送大学客員教授。
- 2016年 - 静岡県立大学短期大学部こども学科教授。
- 2017年 - 静岡産業大学経営学部教授。
- 2024年 - 死没[要出典]

## 賞歴
- 2011年 - 文部科学大臣表彰。

## 著作

### 共著
- 平出彦仁編著『発達心理学序説』八千代出版、1988年。ISBN 9784842905228
- 加藤紀子・漁田俊子・佐藤信雄ほか著『乳幼児心理学』12版、東京教科書出版、1990年。ISBN 4924856053
- 加藤紀子・漁田俊子・佐藤信雄ほか著『保育者のための乳幼児心理学』改訂版、理想書林、2004年。ISBN 4902033151

### 執筆
- 小館静枝ほか著『施設実習マニュアル――施設実習の理解と実践』新訂版、萌文書林、1993年。ISBN 4893470337
- 安西豪行編『保育者への教育心理学』宣協社、1994年。ISBN 4915370151
- 坂本重雄・山脇貞司編著『高齢者介護の政策課題』勁草書房、1996年。ISBN 4326601051

## 関連人物
- 漁田武雄
- 坂本重雄